# Trilophidia namibica
Trilophidia namibica är en insektsart som beskrevs av Scott LaGreca 1991. Trilophidia namibica ingår i släktet Trilophidia och familjen gräshoppor. Inga underarter finns listade i Catalogue of Life.